# Sen motyla
Sen motyla (tur. Kelebeğin Rüyası) – turecki film fabularny z 2013 roku w reżyserii Yılmaza Erdoğana.

## Opis fabuły
Opowieść o życiu dwóch młodych poetów tureckich Rüştü Onura i Muzaffera Tayyipa Uslu, którzy w czasie II wojny światowej mieszkali w Zonguldak. W czasie wojny młodzi ludzie, w tym także dwaj młodzi poeci mają obowiązek podjęcia pracy w kopalni. Wtedy zakładają się o Suzan, która jest córką bogatego przedsiębiorcy. Obaj mają napisać wiersze, które dziewczyna przeczyta. Zakład ma wygrać ten, którego wiersz zrobi większe wrażenie na dziewczynie.

## Obsada
- Kıvanç Tatlıtuğ jako Muzaffer Tayyip Uslu
- Mert Fırat jako Rüştü Onur
- Belçim Bilgin jako Suzan Özsoy
- Farah Zeynep Abdullah jako Mediha Sessiz
- Yılmaz Erdoğan jako Behçet Necatigil
- Ahmet Mümtaz Taylan jako Zikri Özsoy
- Taner Birsel jako İsmail Uslu
- Emin Gürsoy jako ojciec Medihy
- Miray Akay jako siostra Medihy
- Ipek Bilgin
- Aksel Bonfil
- Celalettin Demirel
- Servet Pandur
- Engin Şenkan
- Funda Şirinkal
- Ayten Soykök

## Nagrody i nominacje
Międzynarodowy Festiwal Filmowy w Mediolanie
- nagroda: najlepsza muzyka – Rahman Altin

Nagroda SIYAD przyznawana przez Tureckie Stowarzyszenie Krytyków Filmowych
- nagroda: najlepsza rola męska – Kivanç Tatlitug
- nagroda: najlepsza drugoplanowa rola żeńska – Farah Zeynep Abdullah
- nagroda: najlepsza muzyka - Rahman Altin
- nagroda: najlepsza scenografia - Hakan Yarkin

Film został zgłoszony jako turecki kandydat do Oscara w kategorii najlepszego filmu nieanglojęzycznego, ale nie uzyskał nominacji.